# The Newspaper
 (novembre 2020).
The Newspaper (ザ・ニュースペーパー) est une troupe d'humoristes japonais, célèbre pour ses parodies politiques.

## Histoire
La troupe est fondée en 1989. Elle donne de nombreux spectacles pour des ONG et participe parfois à des programmes de télévision; elle y offre des imitations d'hommes politiques; en 2015, 8 personnes en sont membres.

## Style
Les membres de la troupe dépouillent constamment les journaux à la recherche de nouvelles à utiliser pour leurs spectacles. Ceux-ci se renouvellent constamment, en fonction de l'actualité, ce qui contraste fortement avec le caractère répétitif de nombreux spectacles humoristiques japonais.